# Tênis de mesa nos Jogos Paralímpicos de Verão de 2012 - Equipes femininas - Classe 1-3
A competição por equipes femininas na classe 1-3 do tênis de mesa nos Jogos Paralímpicos de Verão de 2012 foi disputada entre os dias 5 e 7 de setembro no Complexo ExCel, em Londres.

## Medalhistas
|  | CHN China        |  | KOR Coreia do Sul                         |  | GBR Grã-Bretanha        |
|  | Li Qian Liu Jing |  | Cho Kyung-Hee Choi Hyun-Ja Jung Sang-Sook |  | Jane Campbell Sara Head |

## Equipes
| Atleta   | Classe |
| -------- | ------ |
| Li Qian  | 3      |
| Liu Jing | 2      |

| Atleta              | Classe |
| ------------------- | ------ |
| Anđela Mužinić      | 3      |
| Helena Dretar Karić | 3      |

| Atleta                  | Classe |
| ----------------------- | ------ |
| Fanny Bertrand          | 3      |
| Marie-Christine Fillou  | 3      |
| Isabelle Lafaye Marziou | 2      |
| Florence Sireau         | 2      |

| Atleta        | Classe |
| ------------- | ------ |
| Jane Campbell | 3      |
| Sara Head     | 3      |

| Atleta               | Classe |
| -------------------- | ------ |
| Eimear Breathnach    | 2      |
| Rena McCarron Rooney | 2      |

| Atleta           | Classe |
| ---------------- | ------ |
| Michela Brunelli | 3      |
| Pamela Pezzutto  | 2      |
| Clara Podda      | 2      |

| Atleta         | Classe |
| -------------- | ------ |
| Cho Kyung-Hee  | 3      |
| Choi Hyun-Ja   | 3      |
| Jung Sang-Sook | 3      |

| Atleta                         | Classe |
| ------------------------------ | ------ |
| Pattaravadee Wararitdamrongkul | 3      |
| Wachirapond Maenpuak           | 2      |

| Atleta          | Classe |
| --------------- | ------ |
| Nergiz Altıntaş | 3      |
| Hatice Duman    | 3      |

| Atleta          | Classe |
| --------------- | ------ |
| Tara Profitt    | 2      |
| Pamela Fontaine | 3      |

## Resultados
Todos as partidas seguem o horário de Londres (UTC+1).
| Primeira fase | Primeira fase      | Primeira fase |  |  | Quartas de final | Quartas de final  | Quartas de final |  |  | Semifinais | Semifinais        | Semifinais |  |                     | Final               | Final               | Final |
|               |                    |               |  |  |                  |                   |                  |  |  |            |                   |            |  |                     |                     |                     |       |
|               |                    |               |  |  |                  |                   |                  |  |  |            |                   |            |  |                     |                     |                     |       |
|               |                    |               |  |  |                  | CHN China         | 3                |  |  |            |                   |            |  |                     |                     |                     |       |
|               | USA Estados Unidos | 1             |  |  |                  | FRA França        | 1                |  |  |            |                   |            |  |                     |                     |                     |       |
|               | FRA França         | 3             |  |  |                  |                   |                  |  |  |            | CHN China         | 3          |  |                     |                     |                     |       |
|               |                    |               |  |  |                  |                   |                  |  |  |            | ITA Itália        | 0          |  |                     |                     |                     |       |
|               |                    |               |  |  |                  | IRL Irlanda       | 0                |  |  |            |                   |            |  |                     |                     |                     |       |
|               |                    |               |  |  |                  | ITA Itália        | 3                |  |  |            |                   |            |  |                     |                     |                     |       |
|               |                    |               |  |  |                  |                   |                  |  |  |            |                   |            |  |                     |                     | CHN China           | 3     |
|               |                    |               |  |  |                  |                   |                  |  |  |            |                   |            |  |                     |                     | KOR Coreia do Sul   | 0     |
|               |                    |               |  |  |                  | KOR Coreia do Sul | 3                |  |  |            |                   |            |  |                     |                     |                     |       |
|               |                    |               |  |  |                  | CRO Croácia       | 1                |  |  |            |                   |            |  |                     |                     |                     |       |
|               |                    |               |  |  |                  |                   |                  |  |  |            | KOR Coreia do Sul | 3          |  |                     |                     |                     |       |
|               | TUR Turquia        | 3             |  |  |                  |                   |                  |  |  |            | GBR Grã-Bretanha  | 0          |  |                     |                     |                     |       |
|               | THA Tailândia      | 1             |  |  |                  | TUR Turquia       | 2                |  |  |            |                   |            |  | Disputa pelo bronze | Disputa pelo bronze | Disputa pelo bronze |       |
|               |                    |               |  |  |                  | GBR Grã-Bretanha  | 3                |  |  |            |                   |            |  |                     |                     | ITA Itália          | 2     |
|               |                    |               |  |  |                  |                   |                  |  |  |            |                   |            |  |                     |                     | GBR Grã-Bretanha    | 3     |

### Primeira fase
| 5 de setembro de 2012 16:30 | Estados Unidos USA | 1 – 3 | FRA França |  |

|                 | Partidas individuais |       |                        |                   |
| Tara Profitt    | Tara Profitt         | 0 – 3 | Fanny Bertrand         | 1–11, 3–11, 3–11  |
| Pamela Fontaine | Pamela Fontaine      | 3 – 0 | Marie-Christine Fillou | 11–7, 11–9, 11–8  |
| Pamela Fontaine | Pamela Fontaine      | 0 – 3 | Fanny Bertrand         | 8–11, 7–11, 11–13 |
| Tara Profitt    | Tara Profitt         | 0 – 3 | Marie-Christine Fillou | 5–11, 3–11, 5–11  |
|                 |                      |       |                        |                   |

| 5 de setembro de 2012 16:30 | Turquia TUR | 3 – 1 | THA Tailândia |  |

|                 | Partidas individuais |       |                      |                               |
| Hatice Duman    | Hatice Duman         | 0 – 3 | P Wararitdamrongkul  | 7–11, 9–11, 6–11              |
| Nergiz Altıntaş | Nergiz Altıntaş      | 3 – 0 | Wachirapond Maenpuak | 11–5, 11–7, 11–4              |
| Nergiz Altıntaş | Nergiz Altıntaş      | 3 – 2 | P Wararitdamrongkul  | 8–11, 11–9, 10–12, 11–2, 11–7 |
| Hatice Duman    | Hatice Duman         | 3 – 1 | Wachirapond Maenpuak | 10–12, 11–5, 12–10, 11–9      |
|                 |                      |       |                      |                               |

### Quartas de final
| 6 de setembro de 2012 11:30 | China CHN | 3 – 1 | FRA França |  |

|          | Partidas individuais |       |                        |                              |
| Liu Qian | Liu Qian             | 3 – 0 | Marie-Christine Fillou | 11–3, 11–2, 11–6             |
| Liu Jing | Liu Jing             | 1 – 3 | Fanny Bertrand         | 7–11, 11–8, 6–11, 12–14      |
| Liu Qian | Liu Qian             | 3 – 2 | Fanny Bertrand         | 9–11, 11–9, 11–4, 9–11, 11–4 |
| Liu Jing | Liu Jing             | 3 – 1 | Marie-Christine Fillou | 11–8, 11–8, 5–11, 11–6       |
|          |                      |       |                        |                              |

| 6 de setembro de 2012 11:30 | Irlanda IRL | 0 – 3 | ITA Itália |  |

|                      | Partidas individuais |       |                  |                        |
| Eimear Breathnach    | Eimear Breathnach    | 0 – 3 | Michela Brunelli | 6–11, 3–11, 6–11       |
| Rena McCarron Rooney | Rena McCarron Rooney | 1 – 3 | Pamela Pezzutto  | 11–8, 4–11, 7–11, 2–11 |
| Rena McCarron Rooney | Rena McCarron Rooney | 0 – 3 | Michela Brunelli | 4–11, 4–11, 6–11       |
|                      |                      |       |                  |                        |
|                      |                      |       |                  |                        |

| 6 de setembro de 2012 11:30 | Coreia do Sul KOR | 3 – 1 | CRO Croácia |  |

|                | Partidas individuais |       |                     |                           |
| Jung Sang-Sook | Jung Sang-Sook       | 3 – 1 | Anđela Mužinić      | 9–11, 11–9, 11–7, 12–10   |
| Cho Kyoung-Hee | Cho Kyoung-Hee       | 1 – 3 | Helena Dretar Karic | 10–12, 5–11, 14–12, 10–12 |
| Jung Sang-Sook | Jung Sang-Sook       | 3 – 1 | Helena Dretar Karic | 9–11, 11–9, 11–8, 11–8    |
| Cho Kyoung-Hee | Cho Kyoung-Hee       | 3 – 1 | Anđela Mužinić      | 9–11, 11–9, 11–9, 11–5    |
|                |                      |       |                     |                           |

| 6 de setembro de 2012 11:30 | Turquia TUR | 2 – 3 | GBR Grã-Bretanha |  |

|                                | Partidas individuais           |       |                           |                               |
| Nergiz Altıntaş                | Nergiz Altıntaş                | 3 – 1 | Jane Campbell             | 11–6, 11–4, 9–11, 12–10       |
| Hatice Duman                   | Hatice Duman                   | 3 – 1 | Sara Head                 | 9–11, 12–10, 12–10, 11–7      |
| Nergiz Altıntaş                | Nergiz Altıntaş                | 0 – 3 | Sara Head                 | 7–11, 8–11, 7–11              |
| Hatice Duman                   | Hatice Duman                   | 2 – 3 | Jane Campbell             | 8–11, 11–8, 11–9, 8–11, 10–12 |
| Nergiz Altıntaş / Hatice Duman | Nergiz Altıntaş / Hatice Duman | 0 – 3 | Jane Campbell / Sara Head | 4–11, 10–12, 8–11             |

### Semifinais
| 6 de setembro de 2012 19:00 | China CHN | 3 – 0 | ITA Itália |  |

|          | Partidas individuais |       |                  |                         |
| Liu Qian | Liu Qian             | 3 – 0 | Clara Podda      | 11–3, 11–2, 11–5        |
| Liu Jing | Liu Jing             | 3 – 1 | Michela Brunelli | 11–8, 9–11, 11–7, 11–9  |
| Liu Qian | Liu Qian             | 3 – 1 | Michela Brunelli | 11–3, 9–11, 12–10, 11–5 |
|          |                      |       |                  |                         |
|          |                      |       |                  |                         |

| 6 de setembro de 2012 19:00 | Coreia do Sul KOR | 3 – 0 | GBR Grã-Bretanha |  |

|                | Partidas individuais |       |               |                         |
| Cho Kyoung-Hee | Cho Kyoung-Hee       | 3 – 1 | Sara Head     | 11–9, 11–8, 7–11, 13–11 |
| Jung Sang-Sook | Jung Sang-Sook       | 3 – 0 | Jane Campbell | 11–5, 11–1, 11–7        |
| Jung Sang-Sook | Jung Sang-Sook       | 3 – 1 | Sara Head     | 11–6, 6–11, 11–9, 16–14 |
|                |                      |       |               |                         |
|                |                      |       |               |                         |

### Disputa pelo bronze
| 7 de setembro de 2012 17:00 | Itália ITA | 2 – 3 | GBR Grã-Bretanha |  |

|                               | Partidas individuais          |       |                            |                              |
| Michela Brunelli              | Michela Brunelli              | 3 – 1 | Jane Campbell              | 12–10, 8–11, 11–9, 11–3      |
| Pamela Pezzutto               | Pamela Pezzutto               | 3 – 1 | Sarah Head                 | 11–7, 17–15, 9–11, 12–10     |
| Michela Brunelli              | Michela Brunelli              | 1 – 3 | Sarah Head                 | 16–14, 9–11, 8–11, 7–11      |
| Pamela Pezzutto               | Pamela Pezzutto               | 0 – 3 | Jane Campbell              | 7–11, 8–11, 7–11             |
| Pamela Pezzutto / Clara Podda | Pamela Pezzutto / Clara Podda | 2 – 3 | Jane Campbell / Sarah Head | 6–11, 11–7, 11–7, 3–11, 4–11 |

### Final
| 7 de setembro de 2012 17:00 | China CHN | 3 – 0 | KOR Coreia do Sul |  |

|          | Partidas individuais |       |                |                               |
| Liu Jing | Liu Jing             | 3 – 0 | Jung Sang-Sook | 11–7, 6–11, 12–10, 8–11, 11–5 |
| Liu Qian | Liu Qian             | 3 – 0 | Choi Hyun-Ja   | 11–4, 11–4, 11–9              |
| Liu Qian | Liu Qian             | 3 – 1 | Jung Sang-Sook | 13–15, 11–4, 11–3, 13–11      |
|          |                      |       |                |                               |
|          |                      |       |                |                               |